# Édit de Milan

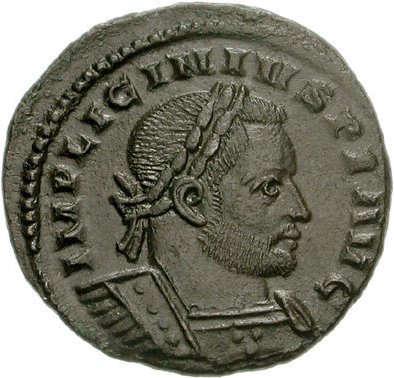
Follis figurant Licinius, c. 311.

L’« édit de Milan » est le nom traditionnel d'un rescrit conservé sous forme de deux lettres circulaires adressées à l'été 313 aux gouverneurs des provinces orientales de Bithynie et de Palestine par les coempereurs romains Licinius et Constantin Ier, rapportant localement un accord conclu entre eux lors de leur rencontre à Milan en février de la même année.  
Prolongeant les dispositions de l'édit de Galère, le texte accorde la liberté de culte aux chrétiens et ordonne que leur soient restitués tous les biens et bâtiments qui leur ont été confisqués durant la Grande persécution. Cette tolérance, motivée par des enjeux de sécurité publique, s'applique sans distinction à chaque individu ainsi qu'à tous cultes et religions d'un Empire qui, de facto, ne repose désormais plus sur la faveur des dieux romains traditionnels. 
Bien que ce ne soit pas un édit et qu'il ne provienne peut-être pas de Milan, et même si la nature du texte, son commanditaire ou sa portée, peut-être seulement locale, demeurent l'objet de débats dans la recherche, le document constitue l’un des plus anciens textes juridiques connus identifiant la communauté des chrétiens sous la forme d’un corps à part entière.
C'est ainsi sous le nom d'« Édit de Milan » que l'historiographie a souvent retenu ce texte comme marqueur de la reconnaissance du christianisme en tant que culte légitime dans l'Empire romain et du passage entre l'Antiquité païenne et l'époque chrétienne. L’historiographie contemporaine n'a pas vraiment fixé d'appellation alternative à ce « prétendu édit », usant d'expressions telles que « édit de Constantin », « lettre de Licinius »  voire « édit de Constantin et Licinius », « lettre de Milan », « mandatum de Milan » ou encore et plus récemment « Rescrit de Nicomédie ».

## Contexte

### Persécution

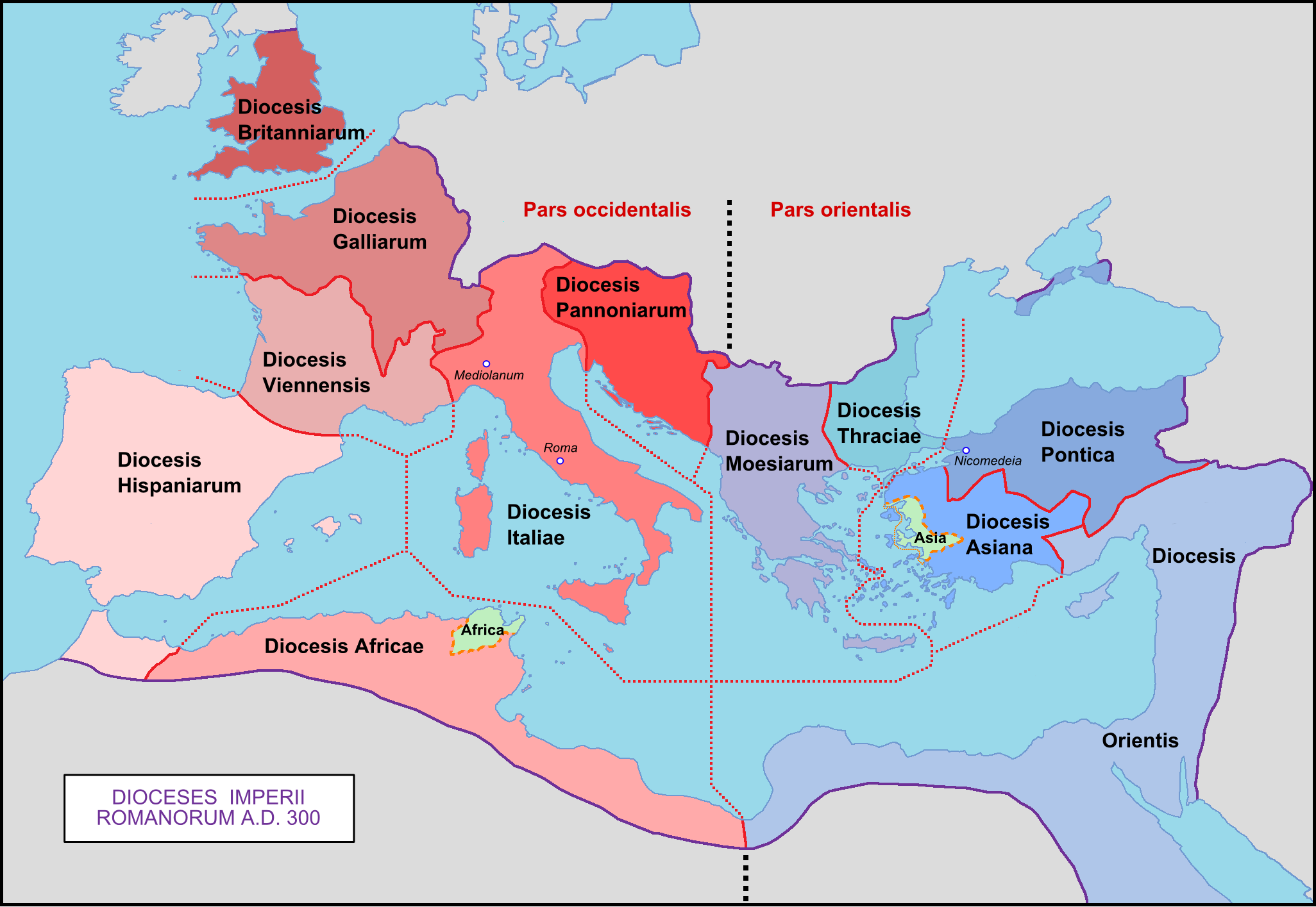
Diocèses impériaux vers 300.

Après plusieurs dizaines d'années de quiétude pour les populations chrétiennes de l'Empire depuis l'édit de Galien promulgué en 260, la situation bascule en 303 quand se succèdent quatre édits draconiens à l'encontre des chrétiens, leur interdisant toute réunion, ordonnant la destruction de leurs lieux de culte, la saisie de leurs biens, l'incarcération de leurs clercs ainsi que l'obligation pour ces derniers puis pour l'ensemble des chrétiens — désormais frappés d'incapacité à ester en justice — de sacrifier.
La persécution est largement motivée par la conviction des coempereurs de la Tétrarchie que le refus chrétien de reconnaître les dieux qu'ils tiennent pour garants de leur règne — en particulier Jupiter et Hercule dont le patronage permet de sacraliser l'empereur comme jamais auparavant — oblitère les bonnes relations nécessaires avec les forces divines jugées essentielles à la paix, à la prospérité et à la restauration de l'empire. 
La persécution est inégale selon les régions, souvent très rigoureuse en Orient, sévère à Rome et en Afrique et à peu près nulle en Gaule, où Constance Chlore, favorable aux chrétiens, se contente de faire détruire les édifices. Cette période, connue par l'historiographie comme la « Persécution de Dioclétien » ou « Grande persécution », est ainsi entrecoupée d'amnisties et de sursauts de tolérance sans qu'on puisse y déceler une quelconque logique en ces temps politiquement troublés.

### Édit de Galère

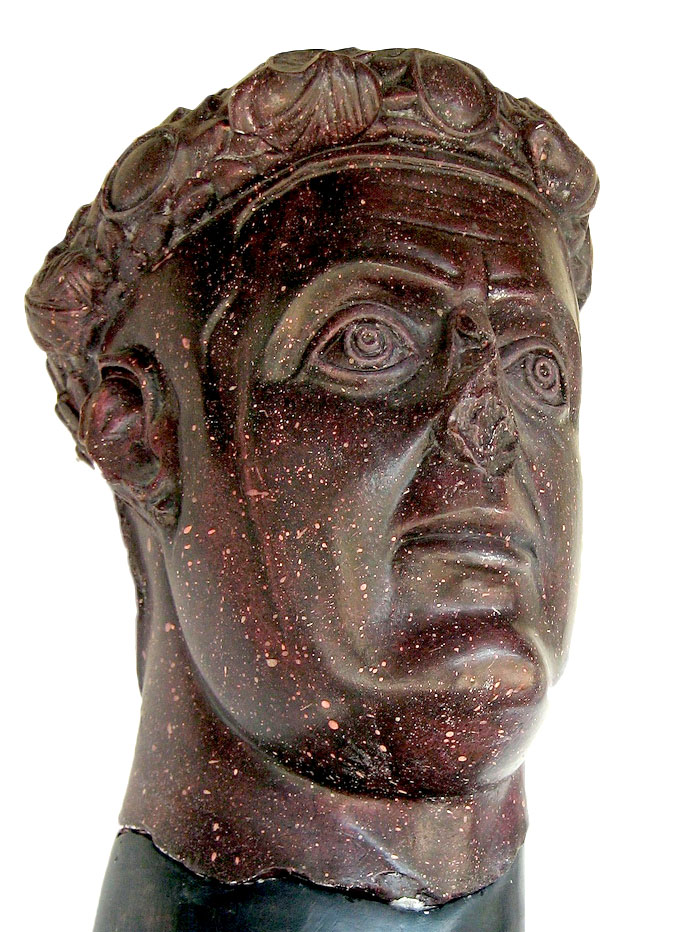
Buste en porphyre figurant un tétrarque généralement identifié comme Galère, IVe siècle, Musée national de Zajecar, Serbie.

Avec l'édit de tolérance promulgué à Sardique par Galère en 311, le principe de la fin de la Grande persécution est acquis dans la mesure où, émanant du premier Auguste, il est censé s'imposer à ses collègues et donc à l'ensemble de l'Empire. S'il est effectivement appliqué en Gaule par Constantin ainsi qu'en Italie et en Afrique par Maxence, il reste lettre morte dans la partie orientale de l'Empire dont a la charge Maximin Daïa et là où les populations chrétiennes sont les plus importantes.
Galère, emporté par la maladie en mai 311, Constantin s'engage à l'automne 312 dans une campagne italienne contre les troupes de Maxence. Elle se solde par la défaite et par la mort de ce dernier à Rome, lors de la bataille du pont Milvius le 28 octobre. Récupérant les territoires de son rival, Italie et Afrique, qui s'additionnent à la Gaule, la Bretagne et l'Espagne qu'il dirige déjà, Constantin devient ainsi le maître de la partie occidentale de l’Empire, se voit accorder le titre de premier Auguste par le Sénat romain et, ayant hérité de son père Constance d'une tolérance de fait à l'égard des chrétiens, applique peut-être déjà alors à son territoire l’édit instauré l'année précédente par Galère. Les deux coempereurs restants se partagent, pour Licinius, la Dalmatie et la Thrace, et pour Maximin Daïa, l'Asie Mineure, la Syrie (province romaine) et l'Égypte.   
Dans un premier temps, Maximin Daïa refuse d'appliquer l'édit de Galère et poursuit les persécutions dans son vaste territoire, la lutte contre les chrétiens constituant même un marqueur assumé de son gouvernement ;  bientôt, le nouveau premier Auguste lui ordonne de cesser et Maximin semble s'exécuter ainsi qu'en atteste un édit de tolérance qu'il promulgue en novembre ou en décembre 312.   
En février 313, Constantin et Licinius se rencontrent à Milan dans le but de conclure une alliance politique dirigée contre le troisième auguste en titre et de se partager l'Empire. L'alliance dynastique entre les deux hommes est scellée par le mariage de Constantia, demi-sœur de Constantin, avec Licinius et la rencontre se prolonge à Milan jusqu'au mois de mars.

## Le document

### Promulgation

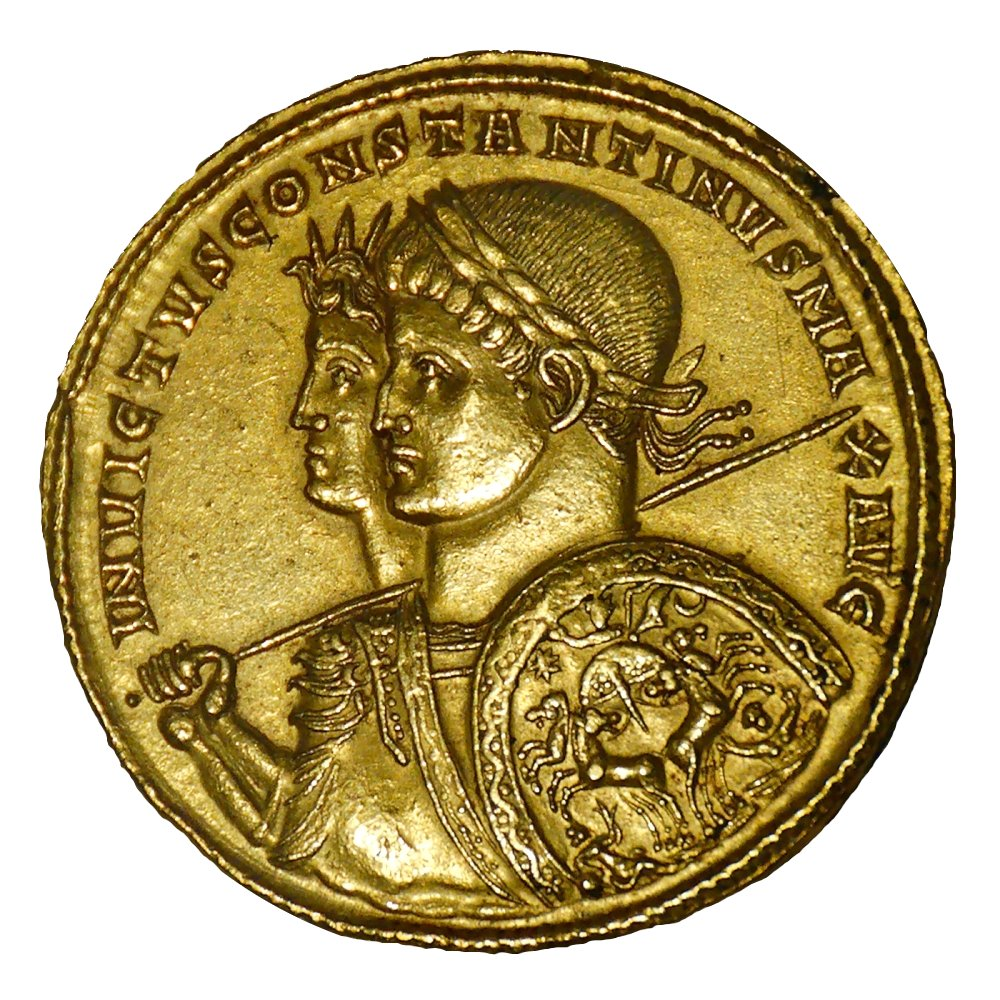
Solidus en or à l'effigie de et du Sol Invictus, 313, Cabinet des médailles (Beistegui 233).

Dans le cadre de cette rencontre, les deux coempereurs décident des modalités d’application de l’édit de Galère, qu’ils actualisent et conviennent d'étendre à la partie orientale de l'Empire, rétablissant de la sorte la liberté de culte pour le bien de la sécurité publique. Sans qu'il faille y chercher un antécédent anachronique au concept moderne de tolérance, les deux Augustes entendent donner aux chrétiens en particulier « la liberté pleine et entière de pratiquer leur religion » et ordonnent en outre que leur soient restitués les biens confisqués avant 303, dans le cadre de la persécution. De fait : le texte porte avant tout cette restitution des biens des Églises plutôt qu'un principe général de tolérance.
Il n'existe ainsi aucun document pouvant confirmer que, soit Constantin et Licinius conjointement, soit l'un ou l'autre isolément aient émis un édit ou une loi générale concernant le christianisme pendant ou immédiatement après cette réunion de Milan. Il semble en outre qu'aucune déclaration publique n'a été faite à Milan, peut-être parce que « aucune n'était nécessaire », dans la mesure où, pour certains chercheurs, Constantin avait déjà accordé ces libéralités aux chrétiens dès sa nomination comme Auguste à York en 306 quoique, selon d'autres, rien n'atteste d'une telle inclination avant 312 dans les sources contemporaines. Les textes de Lactance et Eusèbe semblent néanmoins attester qu'ils sont la conséquence d'une décision plus générale prise à Milan, de portée probablement universelle mais dont seules ces deux copies de la procédure administrative ont été conservées, adressées à un unique individu agent de l'Empire, un praeses.  
Si Constantin et Licinius sont explicitement mentionnés comme « expéditeurs officiels » du rescrit, il est vraisemblable que seul le second des deux en soit l'auteur dans la mesure où, à l’issue de sa victoire sur Maximin en avril 313, c'est à lui que revient la direction de la partie orientale de l’Empire, incluant la Bithynie, et la Palestine.  
Ainsi, après sa victoire décisive sur Maximin à Tzirallum, qui élimine le dernier tétrarque persécuteur, Licinius rejoint Nicomédie et le texte contenant les mesures décidées à Milan quelques mois plus tôt y est affiché aux ides de juin (13 juin). La présence de l'Auguste dans cette ville à ce moment a soulevé la question de savoir s'il a ou non promulgué lui-même le texte : dans la mesure où il s'agit vraisemblablement seulement d'une lettre circulaire adressée à un gouverneur, la promulgation était plutôt du ressort de l'autorité locale. En effet, le texte de Lactance précise que c'est au gouverneur de Bithynie qu'il est demandé de publier la lettre circulaire en tête d'un de ses édits locaux (en latin : programma). Par ailleurs, la missive reproduite par Eusèbe et adressée au gouverneur de Syrie-Palestine est probablement affichée à Césarée un peu plus tard dans la même année.

### Nature et appellation

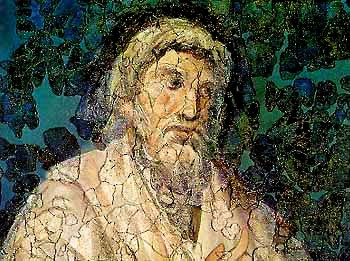
Fresque représentant peut-être Lactance, IVe siècle.

Ainsi, ce qui est appelé « édit de Milan » repose sur deux lettres adressées durant l'été 313 à des autorités romaines orientales, reproduites par deux auteurs anciens, dont aucune ne mentionnent un « édit »: Lactance (v. 250-v.325) à la fin de son traité De Mortibus Persecutorum 48.2–12, évoque une lettre en latin adressée par Licinius au gouverneur de Bithynie et affichée à Nicomédie au mois de juin de la même année.
Eusèbe de Césarée (v. 265-339), dans le dixième livre de son Histoire ecclésiastique 10.5.2–14, reproduit une version grecque traduite du latin d'un courrier adressé aux fonctionnaires de Palestine peu après la défaite de Maximin Daïa. Là où Lactance évoque une « lettre circulaire de Licinius », Eusèbe mentionne les « ordonnances impériales de Constantin et Licinius ».

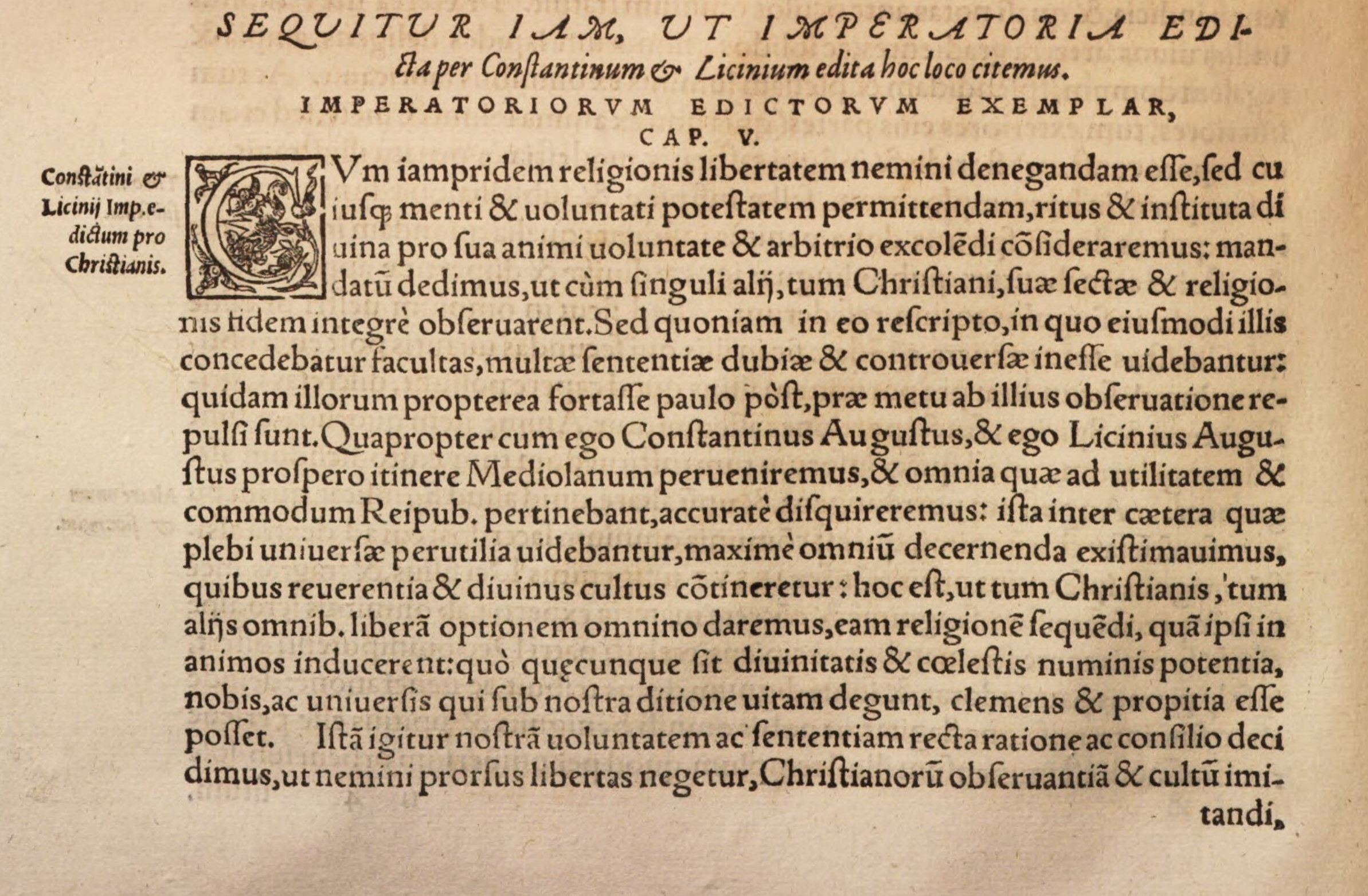
Premières lignes de la traduction par John Christopherson de l’Histoire ecclésiastique, livre X ch. V, où pour la première fois apparaît le terme latin « edictum » ; imprimé à Cologne en 1570, Bayerische Staatsbibliothek.

La qualification d'« édit » attachée au document de 313 n'apparaît qu'à la fin du XVIe siècle, dans l'historiographie de la Contre-Réforme, sous la plume de l'historien ecclésiastique Cesare Baronio, quand il cite Eusèbe dans ses Annales ecclésiastiques, Baronio puisant lui-même dans une traduction d'Eusèbe par le cistercien anglais John Christopherson, qui semble à l'origine du contresens en traduisant le terme διάταξις de l'original grec par le latin edictum. Cesare Baronio utilise cette version latine et, sans revenir au texte grec, fonde son commentaire historique entièrement sur celle-ci, diffusant de la sorte l'erreur et un usage qui devient une norme historiographique. 
Cette appellation reconstruite connaît une longue prospérité avant d'être remise en question à la fin du XIXe siècle par l'historien allemand Otto Seeck : dans un court article fondateur publié en 1891, celui-ci relève que l'expression est impropre pour un document que Lactance nomme epistula (lettre), qui ne contient pas d'innovation juridique par rapport à l'édit de Galère et dont l'objet est d'étendre les dispositions de ce dernier à la partie orientale de l'Empire où Maximin Daïa ne l'a pas appliqué ; en outre, pour Seeck, le texte a été publié sous forme de lettre par Licinius seul, sans l'implication de Constantin. 

Progressivement, les arguments de l'historien allemand gagnent en reconnaissance et aujourd'hui, la plupart des chercheurs s'accordent désormais sur le fait que c'est improprement que le texte de 313 a été qualifié d'« édit » : un édit est en effet une déclaration officielle qui a force de loi et est affichée dans tout l'Empire alors qu'il s'agit plutôt ici d'un décret d'application, un mandatum (circulaire impériale aux agents impériaux) communiqué par une lettre contenant des indications complémentaires adressées aux hauts fonctionnaires provinciaux, ou d'un rescriptum (réponse à une correspondance ou une pétition), voire d'un decretum (décision juridique finale).  

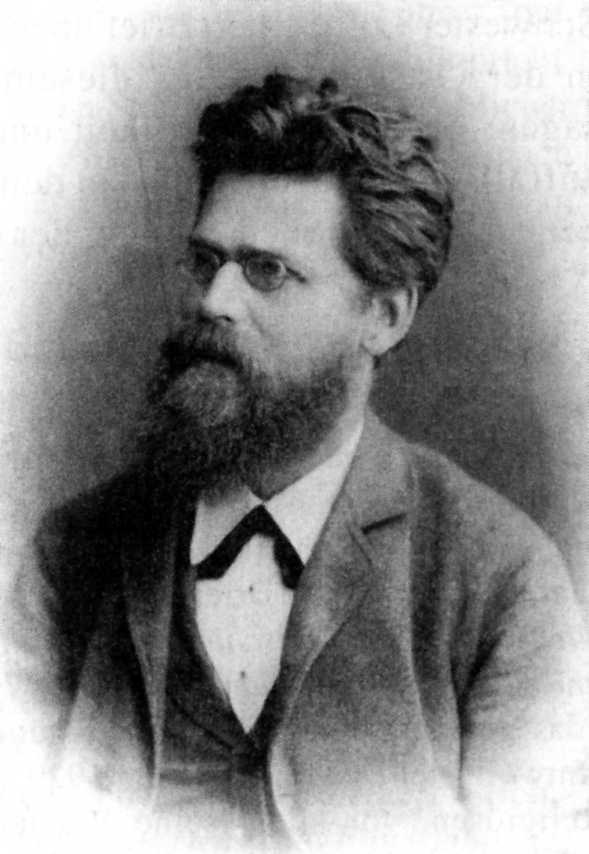
Otto Seeck (1850–1921).

 En tout état de cause, le texte original n'en est pas moins perdu et si l'on connait les mesures qui en ont découlé, la nature première de celui-ci reste inaccessible. Tandis qu'il n'existe aucune preuve que le texte du rescrit a été écrit dans cette ville et que la date précise de sa rédaction soit inconnue, la constitution impériale concernée est encore parfois qualifiée d' « Édit de Milan » voire considérée comme la résultante d’un tel acte milanais désormais perdu.  
Pour certains chercheurs qui considèrent encore qu'un accord a bien été conclu à Milan par Constantin et par Licinius et que s'il est de la sorte plus exact de parler d'« accord » ou de « pacte » de Milan, l'appellation « édit de Milan » mise entre guillemets reste acceptable, d'autant plus que des travaux ont relevé que les epistulae impériales du quatrième siècle ont progressivement gagné la même force que les édits des époques impériales antérieures. Ainsi, certains s'accordent aujourd'hui encore sur l'appréciation de l'historien Norman H. Baynes qui, relativisant l'enjeu, expliquait que « l’édit de Milan peut être une fiction, mais le fait que recouvre le terme reste entier ».  
De la même manière, l'implication dans l'accord et ses dispositions de Constantin, alors en position de force sur les plans politique et militaire, tend à être réévalué au point qu'on lui en attribue régulièrement l'initiative. D'ailleurs, par la suite, là où Constantin, dont la proximité avec le christianisme s'affiche de plus en plus, instaure une protection active des chrétiens sur son territoire, Licinius, qui ne manifeste aucune position religieuse particulière, applique a minima les décisions de Milan sans jamais s'engager en faveur des chrétiens.  
Quoi qu'il en soit, s'il est certain que le document n'est pas un édit, l’état de la documentation dans les années 2020 ne permet pas de trancher de manière définitive sur sa nature initiale, « aucun des arguments et contre-arguments qui font pencher la balance en faveur [d'un rescriptum, d'un decretum ou d'un mandatum] n’éliminant totalement les autres ». 
Ainsi, l’historiographie n'a pas vraiment fixé une appellation alternative à ce « soi-disant » ou « prétendu » « édit de Milan », usant d'expressions comme  celles de « lettre de Milan », de « mandatum de Milan », de « lettre(s) de Licinius », d' « édit de Constantin » voire d' « édit de Constantin et Licinius » ou encore de « rescrit de Nicomédie ». 
Ainsi, l'expression « édit de Milan » a continué d'être en usage dans la recherche jusqu'à nos jours, quelquefois « par fidélité aveugle à la tradition reçue » souvent plus simplement — tout en acceptant que le terme ne soit pas strictement approprié — par commodité pour désigner un document qui reste, pour beaucoup, un jalon important dans l'histoire des religions.

### Le texte

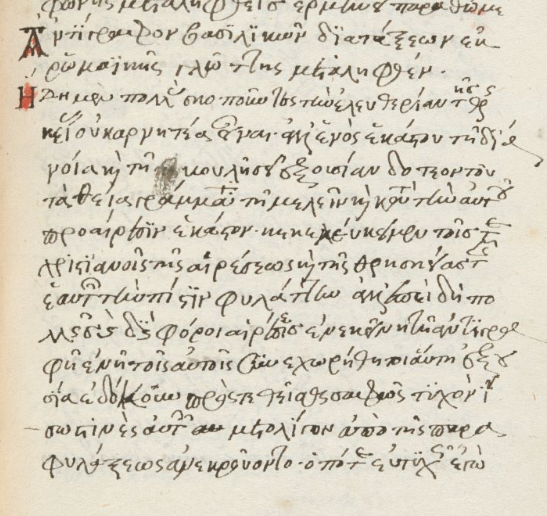
Texte de l'édit de Milan dans lHistoire ecclésiastique d'Eusèbe de Césarée, manuscrit du XVIe siècle.

Le texte de Lactance reprend la circulaire communiquée par Licinius au gouverneur de Bithynie et affichée à Nicomédie le 13 juin 313. Comme elle est rédigée en latin et affichée dans la capitale même de Licinius, c'est la version qui a le plus de chances de s'approcher de l'original. En résumé le texte annonce : 

« Moi, Constantin Auguste, ainsi que moi, Licinius Auguste, réunis heureusement à Milan pour discuter de tous les problèmes relatifs à la sécurité et au bien public, nous avons cru devoir régler en tout premier lieu, entre autres dispositions de nature à assurer selon nous le bien de la majorité, celle sur laquelle repose le respect de la divinité, c'est-à-dire donner aux chrétiens comme à tous la liberté et la possibilité de suivre la religion de leur choix.(...)  La même possibilité d'observer leur religion et leur culte est concédée aux autres citoyens ouvertement et librement, ainsi qu'il convient à notre époque de paix, afin que chacun ait la libre faculté de pratiquer le culte de son choix. Ce qui a dicté notre action, c'est la volonté de ne point paraître avoir apporté la moindre restriction à aucun culte ni à aucune religion. »

— Lactance, La mort des persécuteurs, 48, Sources chrétiennes no 38, p.132-134
Le document est unique en son genre dans la mesure où c'est le seul exemple dans lequel deux empereurs se nomment chacun avec une singularisation emphatique, un procédé de style peut-être conçu pour souligner l'écartement du pouvoir de Maximin peut-être déjà vaincu au moment de la rédaction et encore vivant .

## Portée

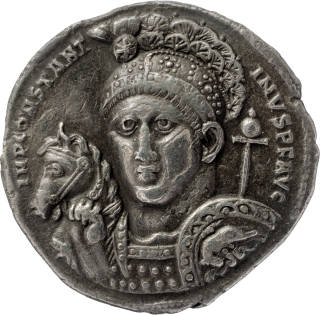
Médaillon en argent, figurant Constantin avec christogramme sur le casque, 315.

### Application
L'historiographie a souvent eu tendance à considérer les dates d’émission des différentes sources du droit, tant romain que canonique, « comme des moments transitoires absolus, comme si leur réception était nécessairement immédiate et générale ».  
Or « dans l’Antiquité tardive, la plupart des lois [ne sont] connues que par les fonctionnaires ou les lieux qui les re[çoiv]ent » et la plupart de ces textes, qui répondent généralement à des problématiques bien circonscrites dans le temps et dans l’espace, ne sont pas exempts de difficultés dans leur mise en application.    
Au plan pratique, toutes les dispositions et édits contre les chrétiens se trouvent annulés et ces derniers sont désormais libres de se réunir et de pratiquer leur culte publiquement. En outre, qu'ils aient été confisqués, achetés ou reçus en donation, tous leurs biens et lieux de culte privés ou communs doivent leur être intégralement restitués (restitutio in integrum) tandis que, connaissant une existence légale et dotées d'une personnalité juridique, les communautés et Églises chrétiennes peuvent désormais être propriétaires de lieux de culte ou de terrains sans entrave et recevoir dons et legs.

### Corpusreconnu
Le rescrit constitue l’un des plus anciens textes juridiques connus à identifier la communauté des chrétiens sous la forme d’un corps à part entière : l'ensemble des chrétiens forme désormais un corpus parmi d'autres dans l'Empire. L'Église se trouve pleinement incorporée dans l'ordre juridique de Rome.  
Au plan politique, il est possible que dans la décision de Milan, Constantin ait spécifiquement favorisé les chrétiens et Licinius les autres cultes et là où ce dernier, païen tolérant, se contente de faire appliquer la décision, Constantin se serait engagé de manière marquée dans une voie qui favorise volontairement le christianisme dont il fait sa foi personnelle et devient bientôt le champion.  
Le texte ne mentionne que de manière abstraite et vague une « divinité suprême » (summa divinitas) qui réside dans le séjour céleste, sur laquelle peuvent s'accorder sans peine les uns et les autres. La liberté de culte évoquée dans le texte s'adressant explicitement à tous, chaque individu se voit reconnaître le droit (potestas) de liberté religieuse, déterminé par son libre choix. Cette tolérance s'applique sans distinction à tous les cultes et religions d'un Empire qui, de facto, ne repose désormais plus sur la faveur des dieux romains traditionnels. Il faut relativiser l'étendue de ces libéralités car il est par exemple douteux que les mesures contre le manichéisme aient été révoquées par ce document et il semble que Licinius ait pu considérer les chrétiens comme des traîtres potentiels à sa cause et ait alors été amené à prendre de nouvelles mesures discriminatoires et vexatoires contre ceux-ci sans toutefois s'engager dans une politique de persécution.   
D'autres décrets suivent bientôt ces premières dispositions, prodiguant aux chrétiens des avantages de diverses natures :  dès 313, les membres du clergé chrétien sont exemptés de toute charge publique, ce qui les assimile à des serviteurs de l'État, en 318, les évêques sont assimilés à des arbitres civils, en 319, les clercs bénéficient des mêmes privilèges et exemptions que les officiants de la religion traditionnelle, en 321 et 323, les esclaves peuvent être affranchis dans les églises.
Pour autant, cette reconnaissance par l'autorité publique et ce changement de statut ne soudent pas nécessairement le christianisme, fracturé par des schismes consécutifs aux persécutions, ouvrant d'importantes crises qui divisent parfois violemment les communautés — crise donatiste, crise arienne...  — forçant bientôt Constantin, puis ses successeurs, à intervenir personnellement dans les affaires de l'Église « comme [le ferait] un patron dans les affaires de la cité ».

## Postérité
Si le texte a joui d'une grande célébrité historique au fil des siècles, il est absent — d'ailleurs à l'instar de l'édit de Galère — des collections du code Théodosien, et de celles du code Justinien. Ceci n'est d'ailleurs pas étonnant dans la mesure où la libertas religionis, accordée davantage par opportunisme que par esprit de tolérance, ne constitue pas un « droit » au sens juridique, plutôt une « concession », une sorte de « grâce » impériale des deux Augustes.

Par ailleurs, bien que le texte de Galère préfigure et inspire le « rescrit » de Licinius et Constantin, qui le complète, c'est pourtant ce dernier que l'historiographie a largement préféré comme marqueur de la reconnaissance du christianisme comme culte légitime dans l'Empire romain et du passage entre l'Antiquité païenne et l'époque chrétienne, estompant progressivement l'importance en ce sens des édits de Gallien et de Galère.

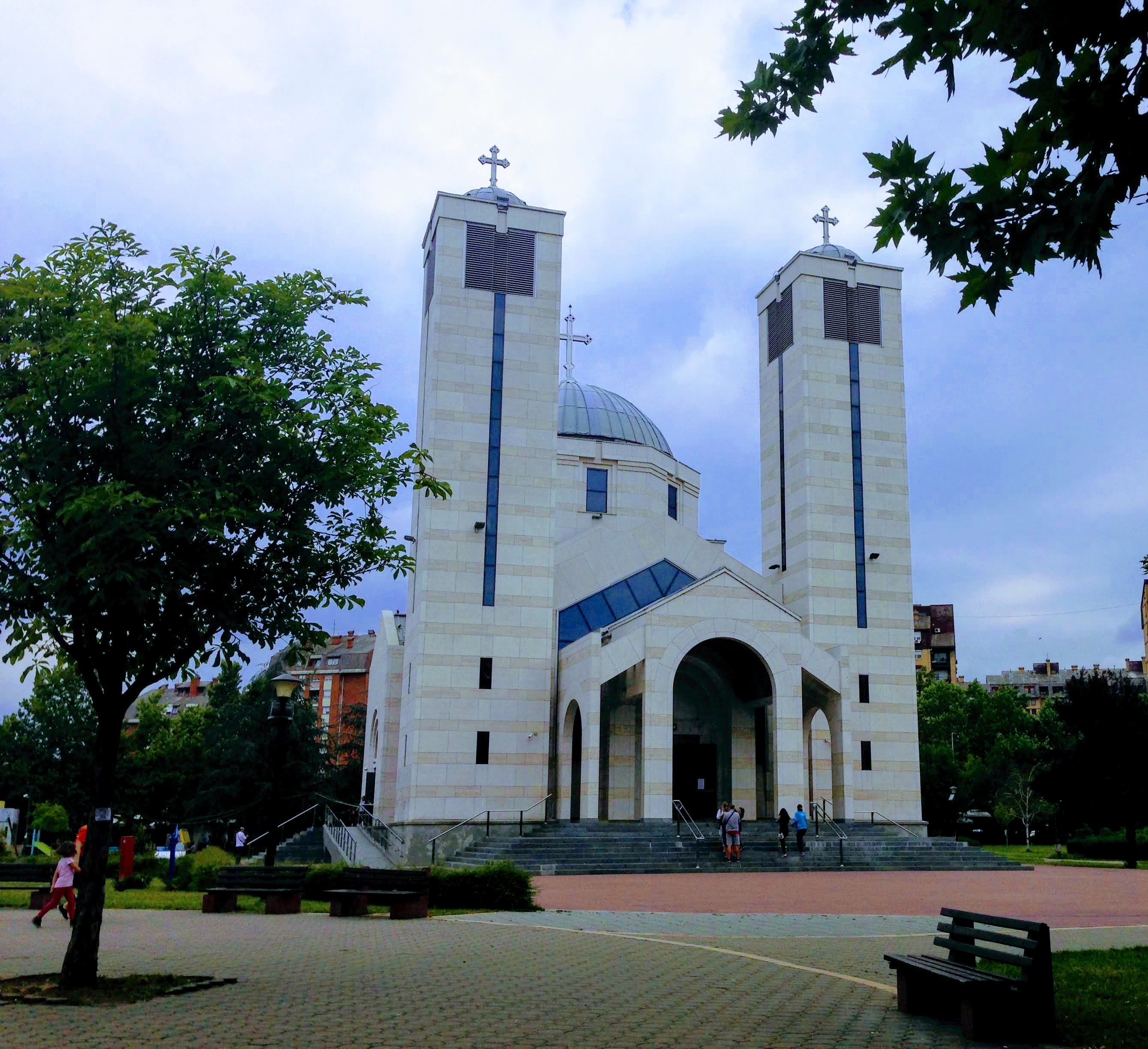
Église des Saints empereur Constantin et impératrice Hélène à Niš.

### Célébration des1 700 ansde l’édit
L’anniversaire des 1 700 ans de l’édit de Milan a été célébré par l’Église catholique et par l’Église orthodoxe, en octobre 2013 à Niš (Serbie), ville de naissance de Constantin Ier et à Milan (Italie).
L’Église catholique a souligné ce moment historique par plusieurs messes dans la ville de Milan. Quant à l’Église orthodoxe serbe, elle a organisé une grande fête populaire dans la ville de Niš en y bâtissant une église dédiée à Constantin et Hélène. Une messe a été dite dans la nouvelle cathédrale en présence des patriarches de Moscou, d’Athènes, de Jérusalem, d’Égypte, d’Arménie et de Serbie, devant plus de 15 000 fidèles.

#### Bases de données et dictionnaires
- Notices d'autorité :   - VIAF
  - BnF (données)
  - IdRef
  - LCCN
  - Israël
  - Tchéquie
  - WorldCat
- Notices dans des dictionnaires ou encyclopédies généralistes :   - Britannica
  - Brockhaus
  - Gran Enciclopèdia Catalana
  - Hrvatska Enciklopedija
  - Internetowa encyklopedia PWN
  - Proleksis enciklopedija